# Das Fürstenkind (Film)
Das Fürstenkind, auch bekannt unter dem Zweittitel Der Fürst der schwarzen Berge, ist eine deutsche Stummfilmoperette aus dem Jahre 1927 nach der gleichnamigen Vorlage (1909) von Franz Lehár. Unter der Regie des Ehepaars Jakob Fleck und Luise Fleck spielen Harry Liedtke, Vivian Gibson und Evi Eva die Hauptrollen.

## Handlung
Der Fürst von Parnes führt in den Schwarzen Bergen auf dem Balkan ein Doppelleben: Einerseits ist er ein angesehener Aristokrat, andererseits steht er als Hadschi Stavros einer gefürchteten Räuberbande vor. Als Reinkarnation von Robin Hood nimmt er auf seinen Raubzügen den Reichen und gibt es den Armen. Niemand ahnt bislang von seinem Doppelleben. Eines Tages befinden sich die beiden Cousinen Mary Ann Barley und Dolly Barley mit ihrem Sekretär auf der Durchreise und geraten prompt in die Fänge des Räuberhauptmannes. Der erweist sich als wahrer Gentleman, und da er sich in Mary Ann verliebt, lässt er alle drei sogar ohne Lösegeld wieder frei. Hadschis Zuneigung ist derweil bei Mary Ann auf Gegenliebe gestoßen.
Bald darauf erhält der Fürst Besuch von seiner Nichte Photini, die ihm gesteht, dass sie sich in den jungen Schiffskapitän Bill Harrys verliebt hat. Der hat soeben mit seinem Schiff im Hafen der Landeshauptstadt angelegt. Um Harrys mit ihrem Onkel bekannt zu machen, lädt sie Bill kurzerhand zu einem Fest auf das Schloss ein. Auch Mary und Dolly sind geladen. Da Mary, die den Fürsten nur als Hadschi Stavros kennt und nichts von seinem Doppelleben als Räuberhauptmann und Adeliger weiß, entscheidet sich der Fürst von Parnes dazu, eine Unpässlichkeit vorzutäuschen, um nicht von Mary vor der geladenen Gesellschaft enttarnt zu werden. Auch von dem jungen Draufgänger Harrys droht Hadschi Ungemach: Er prahlt damit, dass er mit seinen Mannen den Räuberhauptmann mitsamt dessen Bande in den Bergen locker festnehmen könne und wettet darauf. Daher bleibt Hadschi gar nichts anderes übrig, als dem nassforschen Schiffskapitän zuvor zu kommen, und diesen mit Photini durch seine Bande gefangen zu nehmen.
Derweil eilt die nichts ahnende Mary, in Sorge um ihren Liebsten, in die Schwarzen Berge, um dort Hadschi vor Harrys zu warnen. Sie erfährt von dessen Gefangennahme und bittet daher Hadschi, vom Räuberdasein zukünftig zu lassen und mit ihr ins Ausland zu gehen. Stavros und Harrys machen ihren Frieden miteinander, zumal der Kapitän einsehen muss, dass der Räuberhauptmann gar kein so schlechter Kerl ist. Dann entlässt Hadschi ihn und Photini in die Freiheit. Am darauf folgenden Abend gibt Mary in ihrem Haus eine Gesellschaft, zu der auch der Fürst von Parnes eingeladen wird, damit dieser endlich offiziell den Zukünftigen seiner Nichte, Bill Harrys, kennen lernt. Mary, Harrys und Dolly erfahren nun, dass der Fürst und der Räuberhauptmann ein und dieselbe Person sind. Nun steht auch einer Verbindung zwischen ihm und Mary Ann Barley nichts mehr im Wege.

## Produktionsnotizen
Die Dreharbeiten zu Das Fürstenkind fanden im Februar 1927 in Berlins Efa-Studios statt. Die Produktion passierte die Filmzensur am 29. April 1927, die Uraufführung im August desselben Jahres in Berlins Alhambra-Kino. Der Sechsakter besaß eine Länge von 2460 Metern und wurde für die Jugend freigegeben. In Wien lief der Streifen, der dort den Titel Der Fürst der schwarzen Berge bekam, am 27. Januar 1928 in gleich elf Kinos an.
Die Filmbauten gestaltete Jacques Rotmil.

## Kritiken
Das Neue Wiener Tag-Blatt schrieb: „Die Handlung führt vielfach zu sehr spannenden Szenen, deren Wirkung, wie die des ganzen Films, durch das Spiel, namentlich Harry Liedtkes … und Vivian Gibsons eine außerordentliche ist.“
Die Wiener Allgemeine Zeitung blies ins selbe Horn: „Die Handlung ist reich an dramatisch wirksamen Szenen. Prachtvolle Naturbilder und vor allem das bezwingend liebenswürdige natürliche Spiel Harry Liedtkes werden dem Film zum durchschlagenden Erfolg verhelfen.“